# Кошмары музыкантов
«Кошмары музыкантов» — российский веб-сериал-антология в жанре ужасов с элементами мистики, триллера и слэшера, созданный компанией МТС при участии онлайн-кинотеатра Kion совместно с агентством Zebra Hero. Эпизоды были написаны и сняты режиссёрами Ильёй Найшуллером, Филиппом Юрьевым, Максом Шишкином и Анджеем Гавришом. Каждый из них, кроме Юрьева, ранее имел опыт съёмок музыкальных клипов. Премьера одновременно всех четырёх серий состоялась 22 апреля 2021 года в московском кинотеатре «Художественный», а премьера для широких масс состоялась на YouTube-канале «Последний канал» 28 апреля 2021 года, на котором до этого выходило схожее по тематике и стилистике шоу «Последний рейв».
Веб-сериал состоит из четырёх эпизодов продолжительностью от 5 до 25 минут, каждый из которых повествует страшную историю, так или иначе связанную с музыкальной тематикой и страхами музыкантов. Главным героем каждого эпизода «Кошмаров музыкантов» является один из известных музыкантов России и СНГ: рэперы Моргенштерн и Хаски, а также поп-артисты Иван Дорн и Глюкоза. Помимо приглашённых звёзд музыкальной индустрии, в ролях также снялись профессиональные актёры: Анфиса Вистингаузен, Павел Деревянко и Антон Адасинский, а также TikTok-блогеры Ваша Маруся, Маха Горячева и Катя Голышева. Съёмки проходили по большей части в декабре 2020 года в Москве, в то время как один из эпизодов был снят в Киеве.
Реакция на проект была в целом положительная: рецензенты сравнивали короткометражки с такими фильмами, как «Суспирия» Луки Гуаданьино и «Лобстер» Йоргоса Лантимоса, а также хвалили экспериментальность и жестокость веб-сериала, называя «Кошмары музыкантов» «ярким событием» в мире отечественного жанрового кино. Наиболее популярной по просмотрам стала короткометражка «Последний трек» с Алишером Моргенштерном в главной роли, собравшая 4,4 миллиона просмотров. «Кошмары музыкантов» был отмечен несколькими наградами и премиями, в том числе на IV Национальной премии в области веб-индустрии, где выиграл в номинации «Лучший веб-сериал, выбор прессы».

## Сюжет
«Boy is Dead» (рус. Мальчик мёртв; слоган: «Кошмар 1. Подстроиться под вкусы аудитории и потерять идентичность своего творчества») — самый короткий эпизод сериала, длиною в 5 минут. Снят режиссёром Ильёй Найшуллером («Никто» и «Хардкор») в качестве музыкального клипа для его инди-рок-группы Biting Elbows. Главные роли исполнили Анфиса Вистингаузен, Павел Деревянко, Глюкоза и TikTok-блогеры — Ваша Маруся, Маха Горячева и Катя Голышева. Сюжет видео повествует о вымышленной женской рок-группе «Boy is Dead», резко столкнувшейся с реалиями собственной неожиданной популярности. Барабанщица группы в исполнении Анфисы Вистингаузен испытывает страх, что девушкам придётся подстроиться под вкусы аудитории и, таким образом, «потерять идентичность своего творчества». Сама она, будучи участницей поп-группы, мечтает играть блэк-метал, это привлекает внимание многоглазого демона. Под его воздействием она жестоко убивает ведущего ток-шоу, на которое пригласили группу, своего продюсера (в исполнении Глюкозы) и подруг.
«Последний трек» (слоган: «Кошмар 2. Внезапно умереть на пике карьеры и потерять всё, что у тебя есть») — короткометражный фильм Макса Шишкина (автор клипа на трек «Депрессия» группы Би-2) о страхе рэпера Моргенштерна внезапной смерти на пике карьеры. Согласно сюжету «Последнего трека», некий самоуверенный музыкант, добившись большой популярности, умирает от передозировки наркотиков и попадает в ад. В аду, согласно грехам рэпера, его пытает флегматичный демон в исполнении Александра Мизева. Он изучает документ с личным делом на музыканта, а затем начинает мучить его, записывая крики на микрофон. Записав материал, демон сводит из него «последний трек». Продолжительность эпизода составляет 14 минут.
«Сказка о глухом и волшебной музыке» (слоган: «Кошмар 3. Не найти свою аудиторию и навсегда остаться неизвестным артистом») — немой чёрно-белый короткометражный фильм без диалогов, длительностью в 20 минут, снятый Филиппом Юрьевым («Китобой»). Эпизод посвящен страху рэпера Хаски, исполнившего главную роль, остаться неизвестным артистом, не найдя свою аудиторию. В роли главного антагониста «Сказки» выступил актёр Антон Адасинский. «Сказка» повествует о глухом и беззубом актёре театра теней, мечтающего о зрительском признании и тщетно пытающегося развеселить мрачную публику. Во время его выступления в средневековой таверне заходит загадочный гастролирующий шарманщик, который с помощью музыки начинает овладевать душами посетителей. Единственным, на кого не подействовала музыка шарманщика, оказывается глухой главный герой.
«Eleusis» (рус. Элеузис; слоган: «Кошмар 4. Оказаться в творческом кризисе и навсегда потерять веру в себя») — наиболее продолжительный из эпизодов, длительностью около 25 минут, режиссёром которого выступил Анджей Гавриш (автор клипа на трек «You’re Born» группы Аигел). В главной роли снялся украинский певец Иван Дорн, исполнивший роль самого себя, страдающего от творческого кризиса и потери веры в себя, с которыми он столкнулся после оглушительной популярности трека «Стыцамэн». Страдая от нехватки вдохновения, певец волею судьбы попадает в санаторий «Eleusis» — место обитания некоей жуткой секты, куда приезжают выгоревшие деятели искусств на реабилитацию, при этом название санатория отсылает к Элефсису — греческому городу, в котором практиковался таинственный древнегреческий ритуал перерождения. Попав в «Eleusis», Дорна начинают мучить кошмары; параллельно ему приходится проходить курс «оздоровительных» процедур, среди которых: бычья урина перорально, ведьмовские обряды, душ Шарко. В конце концов владельцы санатория заставляют его принять участие в кровавом обряде, в ходе которого он почти полностью теряет рассудок и идёт на убийство своего прошлого «я».

## Актёрский состав

В главных ролях:
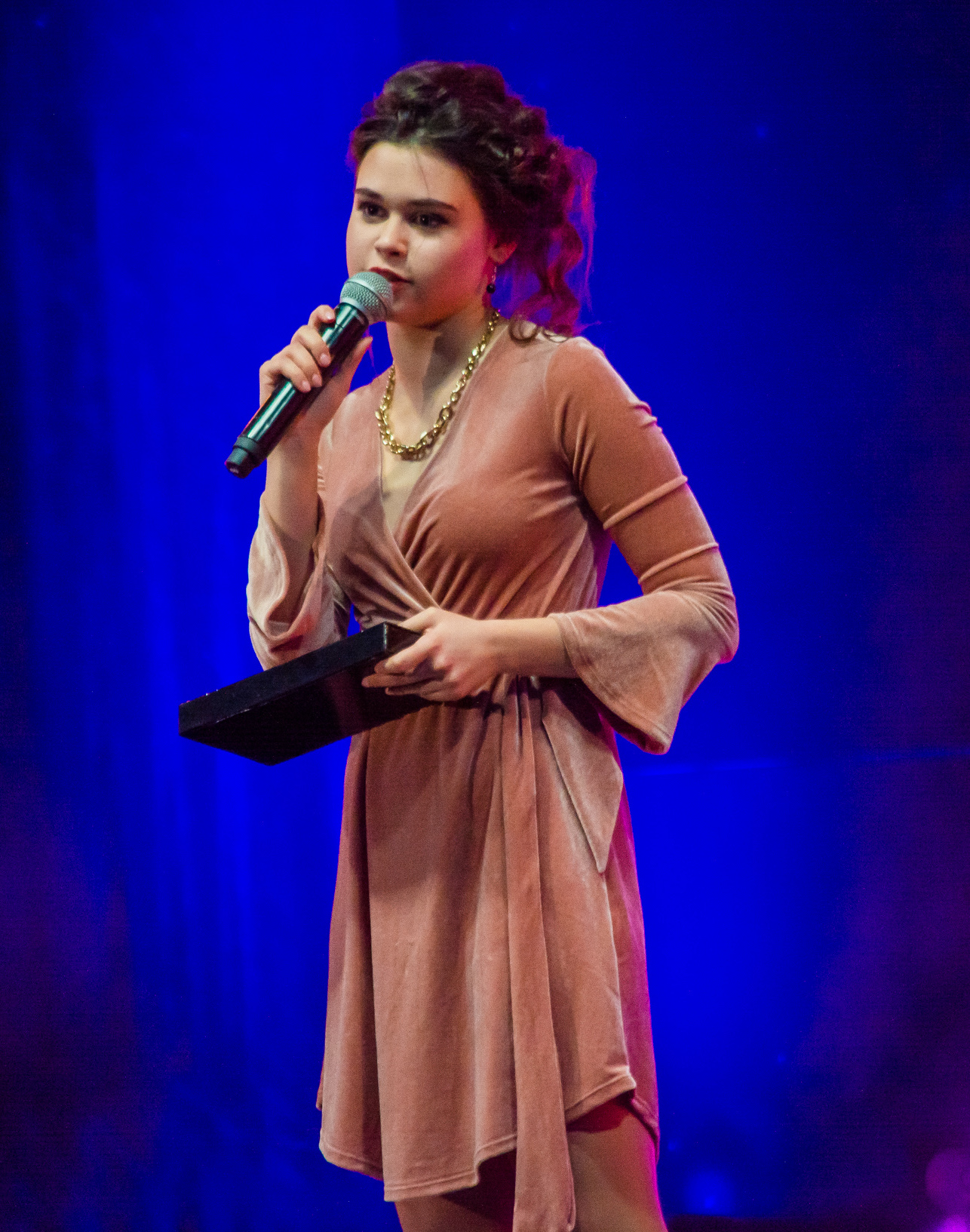
Анфиса Вистингаузен (в роли ударницы)
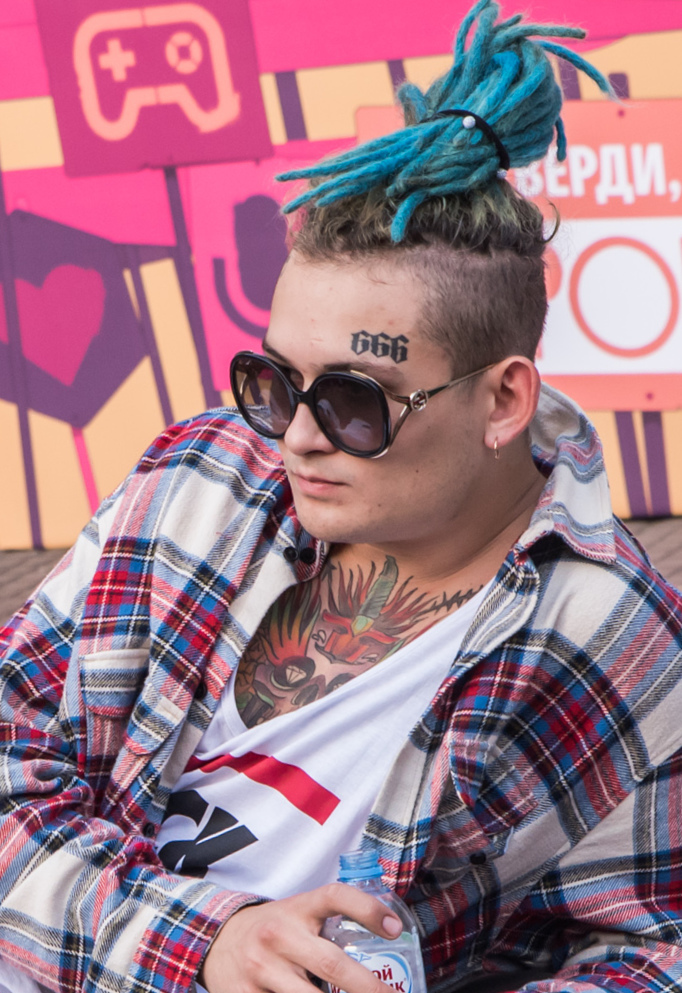
Алишер Моргенштерн (в роли себя)
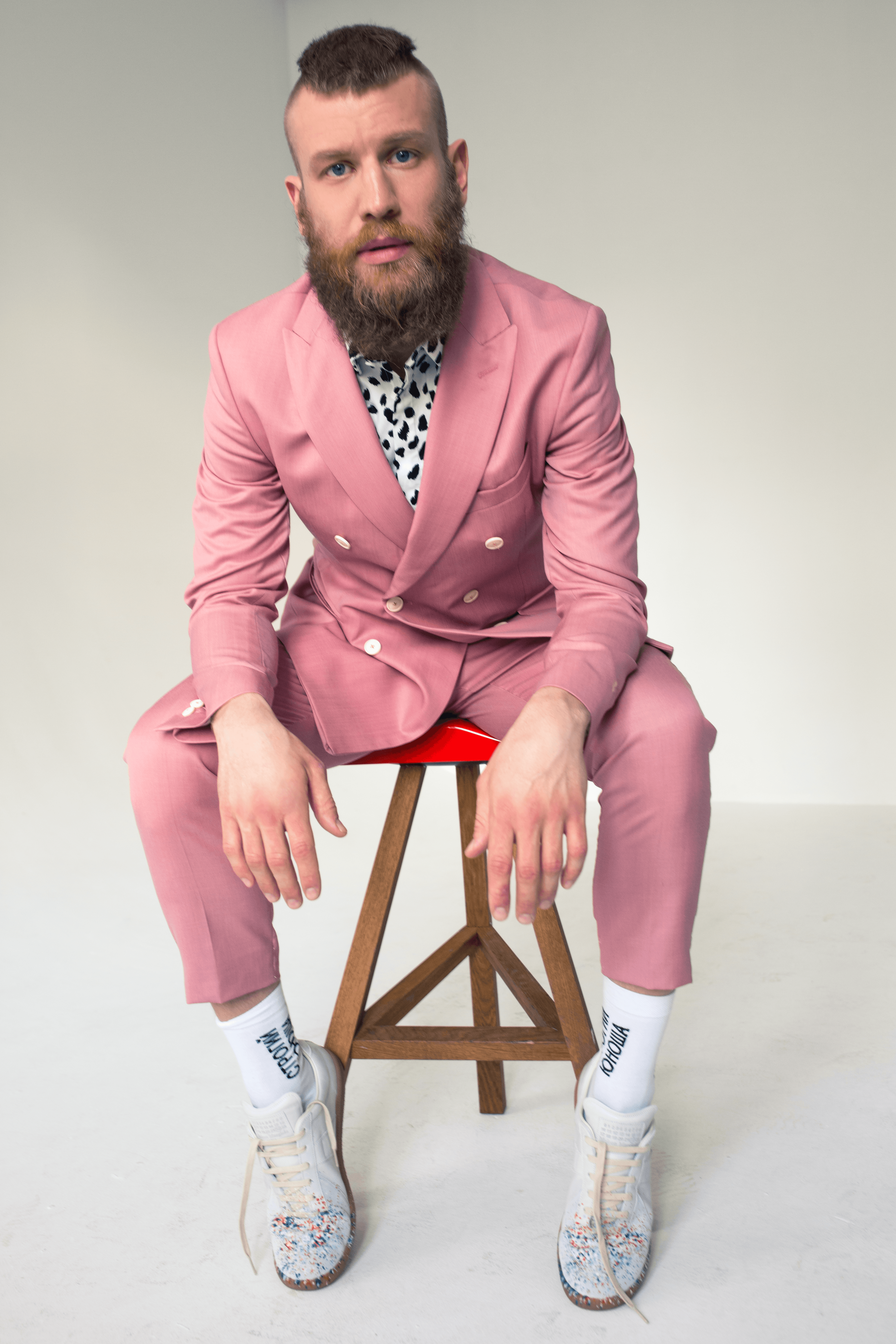
Иван Дорн (в роли себя)
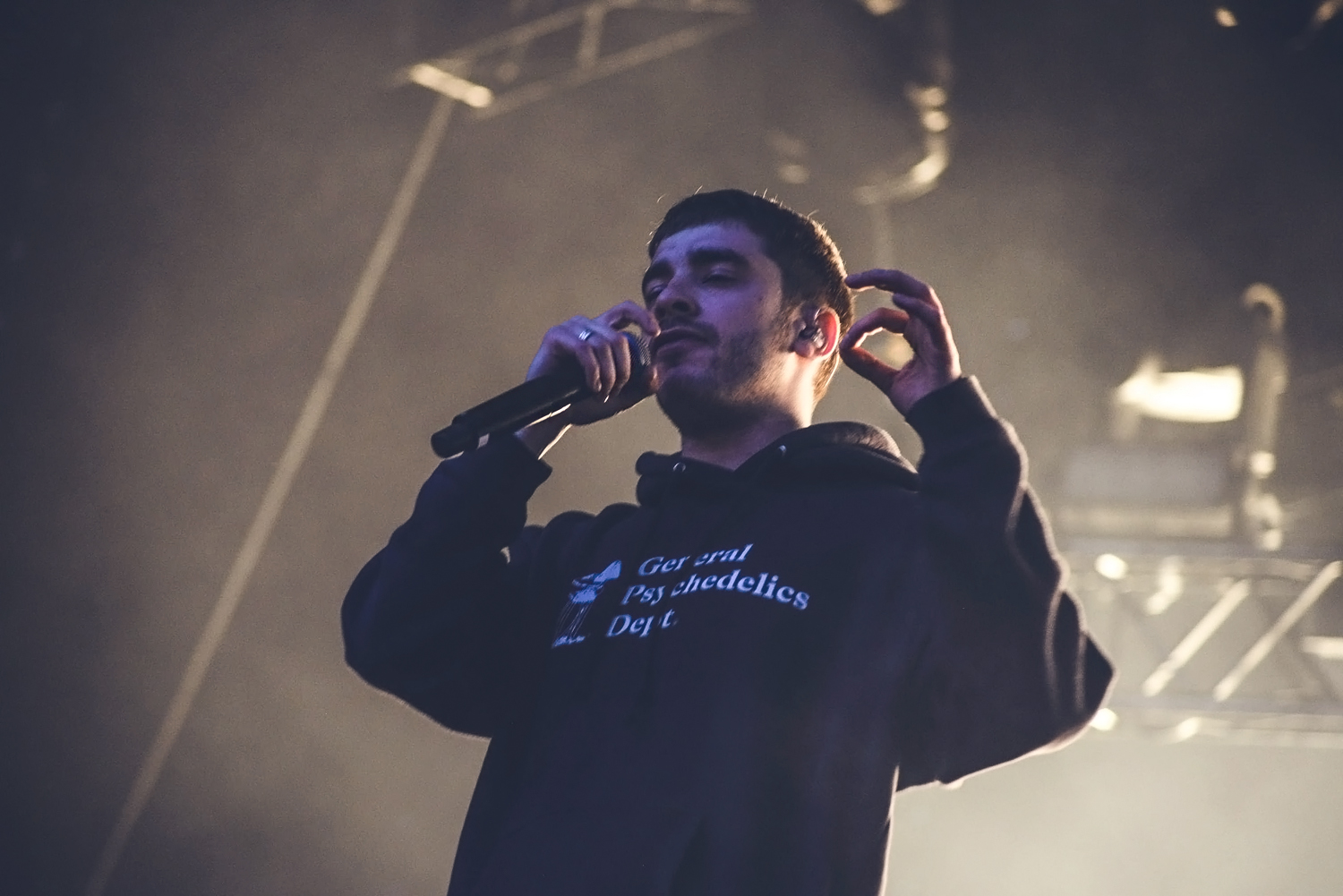
Хаски (в роли глухого)

| «Boy is Dead»: - Маха Горячева — участница группы - Ваша Маруся — участница группы - Катя Голышева — участница группы - Роберт Юсупов — демон - Виктория Одинцова — гостья телешоу - Наталья Чистякова-Ионова — менеджер группы - Павел Деревянко — телеведущий | «Eleusis»: - Наталия Кара — Дева - Игорь Коваленко — Дио - Дмитрий, Юрий, Андрей Остапенко — гиганты Дио - Кирилл Парастаев — Джонас - Таня Рубан — менеджер - Яна Швец — в роли себя - Алина Костюкова — портье | «Последний трек»: - Александр Мизев — Аваддон Третий - Елена Морозова — Смерть - Анастасия Кирикова — Суккуб - Максим Колесниченко — Палач - Евгений Мельников — Морбус - Влад Тарвердиев — дублёр Моргенштерна | «Сказка о глухом и волшебной музыке»: - Антон Адасинский — шарманщик |

## Производство

### Создатели
Инициатором создания проекта выступила российская телекоммуникационная компания «МТС», рассматривавшая «Кошмары музыкантов» как часть продвижения своего онлайн-кинотеатра Kion. Для производства проекта компанией было нанято креативное агентство Zebra Hero. До этого «МТС» и Zebra Hero уже сотрудничали в 2020 году над проектом «Последний рейв», представляющим собой веб-сериал на четыре серии. Он повествовал о двух талантливых музыкантах из Мурманска, которых приглашают выступить в Москве на главном рэп-фестивале страны; по пути герои попадают в смертельную опасность и пытаются выжить. В этом веб-сериале также снялись известные музыканты, среди которых — Моргенштерн, Шарлот, Loqiemean и Паша Техник. «Кошмары музыкантов» планировался как идейное продолжение сериала, со схожей концепцией ужасов и хоррора с известными деятелями музыкальной индустрии, однако в несколько ином формате. Таким образом, вместо сериала с единым сюжетом и камео артистов было решено сделать сериал-антологию, каждый эпизод которой расскажет свою отдельную историю, а популярные музыканты теперь станут исполнителями главных ролей. Более того, «МТС» посчитали нужным отказаться от прямой рекламы и продакт-плейсмента и дать режиссёрам полную творческую свободу. Это решение прокомментировала Мария Яковлева, директор департамента маркетинговых коммуникаций «МТС»:
Пока в кинотеатрах доминируют блокбастеры и «поп-корн кино», единственным жанром, который позволяет экспериментировать и привлекает внимание молодежной аудитории, остается хоррор. Мы решили сделать его максимально смелым и для этого дали полную свободу режиссерам и артистам: намерено не делали типичных для брендов продуктовых интеграций и не накладывали никаких творческих ограничений.
В руки Zebra Hero было доверено выбрать режиссёра с командой для каждого отдельного эпизода, а также популярного музыканта, который в ней снимется. В итоге были выбраны Илья Найшуллер и его продюсерская компания Versus Production, Филипп Юрьев и студия Take Shot, Макс Шишкин с собственной командой «ШишКИНО», а также Анджей Гавриш и съёмочная команда 23/32 Films. Для релиза нового проекта был изменён дизайн и визуальная идентичность YouTube-канала «Последний рейв»: само название было изменено на «Последний канал», были сделаны новые логотипы, как для канала, так и для самого проекта.

### «Boy is Dead»
«Boy is Dead» представляет собой не столько короткометражный фильм, сколько музыкальное видео на одну из песен группы Biting Elbows, принадлежащую российскому режиссёру Илье Найшуллеру. Он же и снял клип. До этого Найшуллер зарекомендовал себя полнометражными фильмами «Хардкор» и «Никто», которые добились признания не только в России, но и за рубежом. Илья хотел показать в клипе «историю про зло, которое таится в каждом человеке, вынужденном работать в коллективе из людей, с кем ему не по пути». В клипе также присутствуют отсылки на раннее творчество группы Biting Elbows, а сюжет клипа является сатирой на то, что раньше Biting Elbows играли «жёсткую» музыку, затем перейдя к более лёгкой. Причиной, по которой Найшуллер снял клип вместо короткометражки, он называл нелюбовь к съёмкам короткого метра: «это не мой жанр: мне не интересно их смотреть, мне точно не интересно их делать». Поэтому главным условием со стороны режиссёра, когда ему предложили поучаствовать в съёмках «Кошмаров музыкантов», была съёмка музыкального видео для своей группы вместо фильма. В течение двух недель продюсерская компания Найшуллера Versus Pictures прорабатывала сюжет клипа, внешний вид героев, логотипы групп и прочее. Клип снят на плёнку: Найшуллер выражал любовь к этому формату съёмки, однако сетовал на дороговизну проявки, из-за чего не мог себе позволить снимать полнометражные фильмы на плёнку, в отличие от клипов, короткометражек и рекламных роликов. В качестве локации для «Boy is Dead» Илья искал «такое совковое помещение»; в конечном итоге съёмки проходили в декабре 2020 года в ДК «Белые Дачи» в течение двух 24 часовых смен.
В отличие от других эпизодов «Кошмаров музыкантов», в «Boy is Dead» главную роль сыграла не популярный музыкант, а профессиональная актриса — Анфиса Вистингаузен, известная по ролям в фильме «Сказка. Есть» и в мистическом сериале «Закрытая школа». Хоть у актрисы и был период в жизни, когда она занималась пением, она, тем не менее, не считает себя лицом, принадлежащим к музыкальной индустрии. Роли её напарниц по рок-группе исполнили TikTok-блогеры Маха Горячева, Ваша Маруся и Катя Голышева, а Демона, подговаривающего главную героиню на убийство подруг, сыграл близкий друг Ильи Найшуллера — Роб, с которым он познакомился во время игры в онлайн-шутер Warface. Единственной представительницей музыкальной индустрии, снявшейся в клипе, стала певица Глюкоза, примерившая на себя роль администратора группы. Роль ведущего ночного телевизионного шоу исполнил профессиональный актёр Павел Деревянко. По словам режиссёра, рабочий график в две смены подряд по 24 часа очень выматывал актёров. Это отмечала и сама Анфиса Вистингаузен, назвавшая съёмки в клипе самыми трудными в своей карьере, но и с тем — самыми интересными. По её словам, смена начиналась в 9 утра и заканчивалась лишь в 11 утра уже следующего дня. Ближе к концу смены перед Вистингаузен была поставлена задача заплакать, для чего актрисе важно было настроиться на определённые мысли. Задача была осложнена вымотаностью Анфисы — сцена снималась в четыре утра, из-за чего «заплакать навзрыд органично и повторить это несколько раз» было нелегко.

### «Сказка о глухом и волшебной музыке»

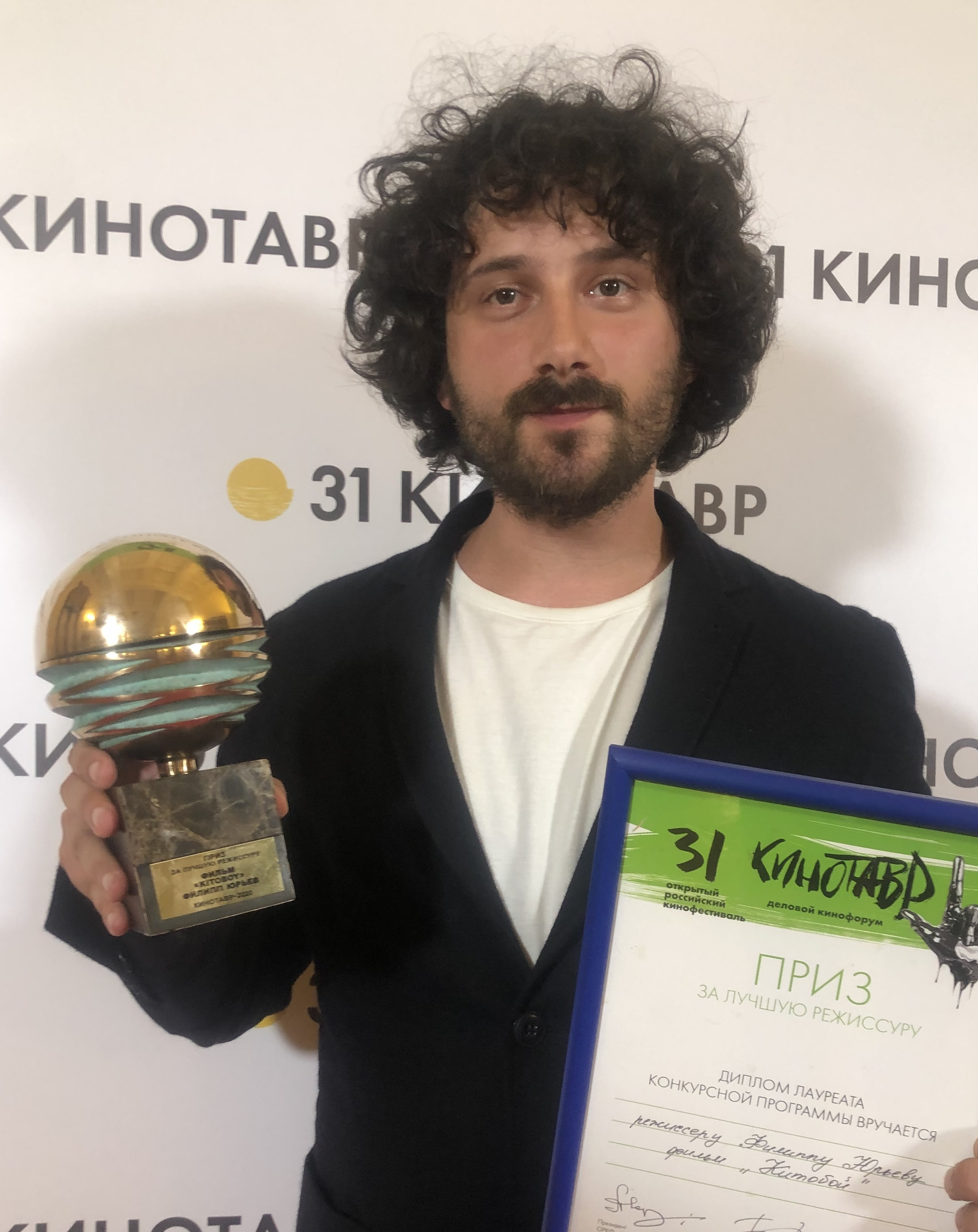
Филипп Юрьев, сценарист и режиссёр «Сказки о глухом и волшебной музыке»

Режиссёром «Сказки о глухом и волшебной музыке» стал Филипп Юрьев — молодой кинорежиссёр, прославившийся благодаря своему дебютному полному метру, «Китобою». Предложение снять хоррор в рамках альманаха «Кошмары музыкантов» поступила Филиппу от компании Zebra Hero. Юрьев воспользовался предложением, чтобы воплотить давнюю мечту — снять чёрно-белый готический хоррор в духе немецкого экспрессионизма, вдохновлённый работами Фридриха Мурнау и фильмом «Кабинет доктора Калигари», а также рассказами Эдгара Аллана По и Говарда Филипса Лавкрафта. Филипп отмечал влияние в том числе и фильма Алексея Германа «Трудно быть богом». Работать с коротким метром Юрьеву было не впервой: так, на момент съёмок «Сказки о глухом и волшебной музыке» у него за плечами был дипломный короткометражный фильм «Песня механической рыбы», созданный в рамках его обучения во ВГИКе. Сам режиссёр описывал свою работу как «историю про встречу доброго, <…> светлого человека со злом, с неизведанным, и то, как какой-то дар свыше <…> может быть использован разными людьми». В интервью он отмечал, что после выхода фильма читал комментарии на YouTube и замечал реакции людей, находящих в его работе политический подтекст, которого он не закладывал. Организацией съёмочного процесса занялась студия Take Shot, собравшая съёмочную команду, нашедшая подходящую локацию в Москве и изготовившая необходимые декорации. Всего съёмки продлились три полноценные смены. Создатели снимали фильм исключительно на натуральных источниках света — свете от свечей, которых было задействовано 800 штук.
Приглашённой звездой для фильма Юрьева стал рэпер Хаски. По словам режиссёра, участие знаменитого музыканта было главным условием со стороны «МТС» и Zebra Hero, однако в случае с Хаски это не стало неким компромиссом, ибо Юрьев видел его как идеально подходящего кандидата на роль блаженного юродивого. Для самого музыканта съёмки в «Сказке о глухом и волшебной музыке» не стали дебютом в кино: до этого рэпер успел побыть не только актёром (фильм «Хрусталь» режиссёра Дарьи Жук), но и режиссёром, сняв собственные короткометражные фильмы «Психотроника» и «Люцифер». Перед началом съёмок Хаски выразил желание отрепетировать свои сцены, вследствие чего работал совместно с учителем по актёрскому мастерству. Работу над фильмом с Хаски режиссёр назвал очень важной для себя. После премьеры короткометражки на YouTube Филипп обращался к фестивальным агентам, чтобы иметь возможность показать фильм профессиональной западной аудитории. Саундтрек для «Сказки о глухом и волшебной музыке» принадлежит французскому дарк-джазовому ансамблю Dale Cooper Quartet & The Dictaphones, музыка которого вдохновлена культовым телесериалом «Твин Пикс» американского режиссёра Дэвида Линча. Впервые Юрьев услышал о коллективе от своей подруги, после чего долгое время увлекался их творчеством, как раз в тот период, когда занимался проектом короткого метра с Хаски. Увидев фрагмент будущего фильма, музыканты бесплатно передали режиссёру права на использование в нём композиции «Mia Outarde Bondon», что, по признанию Филиппа, «невероятно растрогало» его. Сам Юрьев считал, что «Mia Outarde Bondon» «органично перетекла» в «Сказку о глухом и волшебной музыке».

### «Последний трек»

Фрагмент раскадровки «Последнего трека»

Фильм «Последний трек» стал для режиссёра Максима Шишкина дебютным — до этого он занимался съёмками музыкальных видео, в частности для рэпера Элджея. По задумке Шишкина, короткометражка «Последний трек» должна высмеивать музыкальную индустрию и «отношение к персонажу Моргенштерна», совмещая это со взглядом на ад как на воплощение «корпоративного абьюза», а также не являясь чрезмерно драматургически нагруженной: «чисто развлекуха <…> просто чтобы народ радовался при виде орущего Моргенштерна». Съёмки проходили в помещении неработающего завода недалеко от Москвы и длились две смены подряд, по 18 и 19 часов, соответственно. Когда съёмочная команда прибыла на место съёмок, то было обнаружено, что помещение уже было задекорировано. Как выяснилось позже, в этом же помещении снимали сцену из российского фантастического триллера «Спутник». Попадая в ад, Моргенштерн оказывается одет в костюм, напоминающий смирительную рубашку, с порядковым номером АТ1702347: буквы являются сокращением от «Алишер Тагирович», в то время как цифры — кодом Уфы. По словам самого Алишера Моргенштерна, он не стал требовать большой гонорар за съёмки, ибо он очень хотел попробовать себя в роли актёра кино, при этом Шишкин положительно отозвался об актёрских способностях музыканта. Режиссёр признался: изначально он скептически относился к тому, что будет работать с Моргенштерном, ибо принадлежал к роду людей не принимающих творчество популярного рэпера. Однако, встретившись с артистом лично и начав работать совместно, он изменил своё мнение и в итоге хорошо сработался с ним. Во время съёмок фильма в некоторых кадрах Алишера подменял каскадёр, а дополнительные эффекты крови и увечий доделывались с помощью компьютерной графики на пост-продакшне.
Запись звукового сопровождения, от звуковых эффектов до музыки, осуществлялась двумя саунд-дизайнерами: Антоном Никифоровым и Димитром Кесовым — их Макс Шишкин отобрал через конкурс в своём Telegram-канале «ШишКИНО», в котором ставилась задача улучшить звуковой дизайн трейлера игры Ghostrunner. Получив соответствующие должности, сам фильм и звуковые дорожки диалогов, Никифоров и Кесов начали записывать необходимые семплы: чтобы сымитировать звуки спиц, щипцов, бритвы, штопора, ножовки и другого пыточного инструментария, Никифоров использовал кухонный нож, разводной ключ, отвёртку, и в целом всё, что имеет металлический призвук. Позже Шишкин разделил их обязанности: Кесову досталась роль шумовика, в то время как Никифоров был ответственен за звуки саспенса, саунд-дизайн монстров и фон. Наибольшие трудности возникли с написанием самого «Последнего трека» — композиции, состоящей только из криков боли Моргенштерна. Саунд-дизайнеры должны были написать бит, при этом не используя ничего, что обычно используется при создании битов: бочек, снейров и мелодии синтезатора. Созданием композиции занимался Димитр, а Антон помогал записью дополнительных семплов воплей. Изначально вся музыка состояла только из криков, но такой результат не устраивал Шишкина. Позже к Димитру пришла идея использовать в качестве снейров, бочек и хэтов звуки пыток: «плевки» от ударов, сами удары, щипцы, ножницы, а также вопли Никифорова в качестве мелодии; крики Моргенштерна при этом стали своеобразной заменой вокала трека. Вся работа над звуковым сопровождением фильма заняла около трёх недель.

### «Eleusis»
Лес, [температура] минус два, шёлковая рубашка, Ваня и сцена, где мы Ване надеваем пакет на голову. <…> Мы ему ещё руки сзади завязали, то есть он вообще двигаться не мог. <…> И договорились, что когда у Вани закончится воздух он перевернётся на спину. Но проблема с Ваней такая, что он очень хороший актёр, и ты не понимаешь до конца, когда он стонет, а когда играет. <…> Мы снимаем, камера кружится, и мы, понятно, все в процессе и всё очень круто. Ваня переворачивается на спину, и уже прошла примерно минута как он в пакете. <…> Начинает стонать, кричать, бить ногами. <…> И тут я понимаю, что он как бы чуть медленнее начинает двигаться. <…> Я подбегаю к нему, говорю: «Всё в порядке с тобой? Всё хорошо?», а он «нет, я задыхаюсь, снимите с меня пакет». <…> Беру, разрываю с него пакет. <…> Ваня встал, у него красное лицо, видно что всё было очень брутально, подышал. И он просто ничего не сказал, и мы договорились, что в следующий раз, когда у него закончится воздух, <…> он просто ляжет и будет ровно лежать и ничего не делать.
Анджеем Гавришом был снят эпизод «Eleusis». До участия в проекте «Кошмары музыкантов» он по большей части работал как режиссёр музыкальных видео для хип-хоп-дуэта «АИГЕЛ». Хоть жанр хоррора и ужасов не был близок к режиссёру, он, тем не менее, согласился на предложение Zebra Hero поучаствовать в проекте, ибо видел в этом возможность попробовать что-то новое для себя. Сценарий был написан Гавришом в соавторстве с Эльнарой Ялалтдиновой, креативным директором Zebra Hero, и Булатом Кариповым. Работая над сценарием, Анджей вкладывал в него свои личные переживания, а также свою любовь к конспирологическим теориям. После завершения сценария Анджей сделал раскадровку, в конечном итоге проиллюстрировав 156 кадров. Организация съёмок осуществлялась студией 23/32 Films, а сами они проходили в Украине в течение трёх дней в декабре. Гавриш отмечал, что бюджет короткометражки не был большим, и съёмочной команде приходилось сильно экономить, однако дешевизна аренды локаций и открытость украинской съёмочной команды, по словам Гавриша, сильно упростили съёмочный процесс фильма. Помимо основного сценария, была разработана подробная предыстория для каждого персонажа короткометражки, так как Анджей верил, что с подобным материалом актёрам будет легче вжиться в соответствующие роли. Режиссёр беспокоился, что приглашённая звезда может внести свои корректировки в готовый сценарий, который ему очень нравился, однако в конечном итоге видение режиссёра и музыканта совпало и сценарий не был переписан. При этом, работа над фильмом и его звуковым сопровождением стала интернациональной: хор, звучащий в короткометражке, был записан на Филиппинах, вокал — в Лос-Анджелесе, инструментал — в Париже, а монтаж отснятого материала проходил в Берлине.
Главную роль в короткометражном фильме исполнил украинский певец Иван Дорн. По признанию Анджея Гавриша, изначально на роль протагониста планировался другой артист, однако он отказался от участия в фильме, посчитав сценарий слишком жутким, и решил остаться анонимным. После этого, режиссёр обратился к Ивану Дорну, встретившись с ним лично в Киеве. Ему понравилась история и он согласился на роль в фильме ужасов, посчитав сценарий, без учёта символизма и кошмаров, близким к своей реальной жизни. Дорну понравилось сниматься в качестве актёра, он высоко оценил как работу режиссёра, так и свои актёрские способности, на что Анджей Гавриш ответил взаимностью, назвав Дорна профессиональным актёром. Иван отмечал, что сюжет фильма оказался для него личным, ибо какое-то время он действительно боялся того же, что и его персонаж в кинокартине. При этом Дорн активно участвовал в съёмках, не только исполняя указания режиссёра, но и предлагая свои решения и идеи. Наиболее сложным для певца было войти в угнетённое состояние, которое ему не свойственно. Он отмечал, что играет в фильме не самого себя, однако многие из черт его персонажа также можно найти и у него. Со своей стороны, режиссёр назвал сложностью создание костюмов: изначально они должны были быть простыми, «бытовыми», но в процессе работы с арт-департаментом «Мы внезапно ушли в визуальную насыщенность и условность: шелковые балахоны, гигантские воротники у близнецов-охранников, бархатные костюмы. Так мир санатория перешел куда-то в выдуманную реальность, теперь он существовал вне страны и времени». Художник по костюмам Маргарита Шекель заявляла, что главной задачей было сделать так, чтобы вещи главного героя передавали его психоэмоциональное состояние. Для этого вещи приобретались в секонд-хендах и комиссионках, а у новых вещей, для придания им поношенности, ломали пуговицы, ездили по кроссовкам машиной.

### Выход
Проект был официально анонсирован 15 апреля 2021 года с помощью трейлера на YouTube-канале «Последний канал», принадлежащему создателям веб-сериала «Последний рейв», в котором авторы канала вкратце рассказывают, о чём будут «Кошмары музыкантов» и показывают кадры со съёмок мини-фильмов. 19 апреля был выпущен второй трейлер, который представляет собой нарезку кадров из самого сериала. Премьера сериала состоялась 22 апреля в старейшем московском кинотеатре «Художественный». Премьера для широкой публики состоялась 28 апреля 2021 года, когда все четыре эпизода антологии вышли одновременно на YouTube-канале проекта. В качестве части продвижения сериала создатели выложили в соцсетях проекта стилизованные постеры к каждому эпизоду, на которых обыгрываются главные сюжетные линии каждого хоррора. 17 мая 2021 года на том же канале были выпущены видео-ролики, демонстрирующие процесс съёмок каждого эпизода. Отдельный получасовой влог о съёмках эпизода «Последний трек» выложил Моргенштерн на своём YouTube-канале 30 мая 2021 года.

## Восприятие

### Просмотры
Спустя два дня после релиза антологии, «Boy is Dead» набрал на YouTube больше полмиллиона просмотров, «Последний трек» с рэпером Моргенштерном в главной роли набрал 725 тысяч просмотров, таким образом являясь лидером по просмотрам среди всех короткометражек. «Eleusis» же набрал немногим более 93 тысяч просмотров. Журналист издания «Союз», основываясь на комментариях под видео, отметил, что хоть «Eleusis» не стал первым среди короткометражек по количеству просмотров, но однозначно завоевал зрительскую симпатию.
По состоянию на август 2022 года самыми просматриваемыми эпизодами сериала стали «Последний трек» с Моргенштерном и «Сказка о глухом и волшебной музыке» с Хаски — 4,2 миллиона и 2,8 миллионов просмотров, соответственно; на третьем месте — эпизод «Eleusis» с 1,4 миллионами просмотров, а меньше всего зрительского внимания досталось клипу Ильи Найшуллера «Boy is Dead», набравшему 1,2 миллиона просмотров.

### Рецензии русскоязычной прессы
«Кинопоиск» в своём материале сравнил эпизоды сериала с известными фильмами ужасов: «Boy is Dead» был назван слэшером в духе «Неонового демона» режиссёра Николаса Виндинга Рефна, «Последний трек» — объединением «Хостела» Элая Рота и «Никки, дьявола-младшего» Стивена Брилла, «Сказку о глухом и волшебной музыке» сравнили с творчеством Дэвида Линча и фильмами «Трудно быть Богом» и «Коко-ди Коко-да», а «Eleusis» — с «Суспирией» Луки Гуаданьино и «Лобстером» Йоргоса Лантимоса. Обозреватель «ТНТ-Music» Артём Кучников назвал проект «четырьмя высококлассными мини-фильмами с пугающим содержанием», при этом отметив, что короткометражка «Последний трек» должна обязательно понравится ненавистникам Моргенштерна, ибо она «правда выглядит шокирующе». Алексей Литовченко, представляющий «Российскую газету», назвал выход «Кошмаров музыкантов» «маленьким, но ярким событием в мире отечественного жанрового кино», сравнив его с фильмом-антологией «Азбука смерти». Он также назвал клип Найшуллера «олдскульным ультранасилием в лучших традициях», а короткометражку с Моргенштерном — «предсказуемо наиболее слабым из сегментов». Эпизод «Сказка о глухом и волшебной музыке» был выделен среди других издательством SRSLY и попал в список «10 видео, которые нужно посмотреть на ютьюбе», составленном старшим редактором Анной Васяниной. По мнению Анны, «Сказка о глухом и волшебной музыке» «стоит особняком» среди других работ в рамках альманаха.
Алексей Мажаев, представляющий информационное агентство InterMedia, в своей рецензии присвоил проекту 7,5 из 10 возможных балла. Он назвал «Кошмары музыкантов» максимально жёстким и экспериментальным контентом, иллюстрирующим не только страхи музыкальных деятелей, но и мечты их ненавистников. Из четырёх эпизодов наиболее положительно был встречен первый, «Boy is Dead»: Мажаев похвалил Найшуллера за его способность кратко, но при этом без потери смысловой нагрузки, рассказать историю в жанре ужасов и слэшера. Рецензент посетовал, что эпизод «Eleusis» по ощущениям кажется затянутым из-за желания режиссёра «всё получше разжевать», но при этом похвалил убедительную игру Ивана Дорна. Короткометражку с Моргенштерном автор назвал наиболее «реалистичной», так как изображаемый в фильме персонаж идентичен реальному музыканту, а «Сказка о глухом и волшебной музыке» не вызвала у Мажаева особых эмоций — «мне совершенно не близки ни средневековая эстетика, ни перформансы Хаски, ни якутский кинематограф, ни затянутые притчи».
Джозеф Пэрри, представляющий сайт Gruesome Magazine, наоборот, остался под впечатлением от фильма Юрьева и назвал «Сказку о глухом и волшебной музыке» одним из наиболее визуально выделяющихся фильмов года. Просмотр короткометражки, по его словам, доставляет «дьявольское наслаждение». Пэрри отметил, что декорации и антураж фильма могли быть вдохновлены такими рассказами Эдгара Аллана По, как «Бочонок амонтильядо» и «Маска Красной смерти», а также похвалил режиссуру Филиппа Юрьева и актёрскую игру Хаски, Антона Адасинского и второстепенных актёров. Подытоживая, Джозеф назвал работу Юрьева гипнотическим и грандиозным произведением, кинематографическим достижением, посоветовав его к просмотру поклонникам жанра ужасов. Критик присвоил «Сказке о глухом и волшебной музыке» рейтинг в четыре с половиной балла из пяти возможных.

### Награды
«Кошмары музыкантов» также удостоился нескольких наград. Так, 19 февраля 2022 года проект выиграл в номинации «Лучший веб-сериал, выбор прессы» на IV Национальной премии в области веб-индустрии. «Премия» проводилась при поддержке «ВКонтакте», а церемония награждения состоялась в Цифровом деловом пространстве в Москве. Создатели проекта поблагодарили музыкантов, которые выступили в роли актёров, а также режиссёров короткометражек. Помимо этого, режиссёры «Кошмаров музыкантов» были представлены в номинации «Лучший режиссёр онлайн-проекта/сериала» — Анджей Гавриш за эпизод «Eleusis» и Филипп Юрьев за эпизод «Сказка о глухом и волшебной музыке».
Два эпизода сериала удостоились наград ежегодного фестиваля рекламного и художественного видеопродакшена «Big Picture Festival», организованного образовательной платформой Skillbox, агентством Possible Group и кинопроизводственной компанией Hype Production. Так, короткометражки «Сказка о глухом и волшебной музыке» Филиппа Юрьева и «Eleusis» Анджея Гавриша победили в номинации «Брендированный контент», взяв золото и бронзу, соответственно. В рамках мероприятия команды МТС и Zebra Hero также рассказали о процессе создания «Eleusis» совместно с режиссёром Анджеем Гавришом.
Кроме того, «Кошмары музыкантов» были номинированы на премию Sostav.ru в конкурсе «Итоги года — 2021», проведённом совместно с компанией Мегафон и посвящённым рекламной индустрии России. Веб-сериал был представлен в категории «Кампании», в которой согласно подсчёту голосов занял лишь 14 место с голосами от 15 приглашённых экспертов, в сумме присудивших проекту 57 баллов, таким образом уступив другим рекламным проектам от МТС, а также рекламе сети фастфуд McDonald’s с участием Насти Ивлеевой и Дани Милохина.
| Год  | Премия                                        | Категория                                | Номинант                             | Результат |
| ---- | --------------------------------------------- | ---------------------------------------- | ------------------------------------ | --------- |
| 2021 | «Национальная премия в области веб-индустрии» | «Лучший веб-сериал, выбор прессы»        | «Кошмары музыкантов»                 | Победа    |
| 2021 | «Национальная премия в области веб-индустрии» | «Лучший режиссёр онлайн-проекта/сериала» | Анджей Гавриш                        | Номинация |
| 2021 | «Национальная премия в области веб-индустрии» | «Лучший режиссёр онлайн-проекта/сериала» | Филипп Юрьев                         | Номинация |
| 2021 | Премия «Big Picture Festival»                 | «Брендированный контент» (золото)        | «Сказка о глухом и волшебной музыке» | Победа    |
| 2021 | Премия «Big Picture Festival»                 | «Брендированный контент» (бронза)        | «Eleusis»                            | Победа    |
| 2021 | Премия Sostav.ru «Итоги года — 2021»          | «Кампании»                               | «Кошмары музыкантов»                 | Номинация |